# Voivodato di Nowy Sącz
Il voivodato di Nowy Sacz (in polacco: województwo nowosądeckie) era un'unità di divisione amministrativa e governo locale della Polonia tra gli anni 1975 e 1998. È stato soppiantato dal voivodato della Piccola Polonia. La sua capitale era Nowy Sącz.

## Principali città (popolazione nel 1995)
- Nowy Sącz (82 100)
- Nowy Targ (34 000)
- Gorlice (30 200)
- Zakopane (30 000)
- Rabka
- Szczawnica
- Jordanów